# Giorgio Mazza
Giorgio Mazza (Venezia, 27 settembre 1939) è un ex ostacolista italiano.

## Biografia
Fu uno dei migliori specialisti italiani ed europei sui 110 ostacoli fra la fine degli anni cinquanta e l'inizio degli anni sessanta del XX secolo. Nel 1958, a soli 19 anni, fu finalista ai campionati europei di Stoccolma, dove giunse quinto: avrebbe ottenuto lo stesso piazzamento nell'edizione successiva a Belgrado quattro anni dopo.
Fu terzo alle Universiadi di Torino del 1959 e secondo nell'edizione svoltasi a Porto Alegre nel 1963; sempre nel 1963 fu primo ai campionati italiani e terzo ai Giochi del Mediterraneo.
L'anno seguente partecipò alla sua prima ed unica Olimpiade a Tokyo (quattro anni prima aveva dovuto rinunciare ai Giochi di Roma per un infortunio) dove riuscì a conquistare l'accesso ad una finale che vide la presenza di tutti e tre gli italiani iscritti a quella disciplina: Eddy Ottoz concluse la gara al quarto posto, Giovanni Cornacchia fu settimo e Mazza ottavo.
Laureatosi in Medicina e Chirurgia, è primario urologo.

## Palmarès
| Anno | Manifestazione          | Sede         | Evento          | Risultato | Prestazione | Note |
| ---- | ----------------------- | ------------ | --------------- | --------- | ----------- | ---- |
| 1958 | Europei                 | Stoccolma    | 110 ostacoli    | 5º        | 14"6        |      |
| 1959 | Universiadi             | Torino       | 110 ostacoli    | Bronzo    | 14"4        |      |
| 1959 | Universiadi             | Torino       | Staffetta 4x100 | Oro       | 41"0        |      |
| 1962 | Europei                 | Belgrado     | 110 ostacoli    | 5º        | 14"3        |      |
| 1963 | Universiadi             | Porto Alegre | 110 ostacoli    | Argento   | 14"25       |      |
| 1963 | Giochi del Mediterraneo | Napoli       | 110 ostacoli    | Bronzo    |             |      |
| 1964 | Olimpiadi               | Tokyo        | 110 ostacoli    | 8º        | 14"1        |      |

## Campionati nazionali
1957
- Oro ai campionati italiani assoluti, 110 m ostacoli - 14"7

1958
- Oro ai campionati italiani assoluti, 110 m ostacoli - 14"3

1963
- Oro ai campionati italiani assoluti, 110 m ostacoli - 14"0